# Rhytidoponera nitida
Rhytidoponera nitida är en myrart som beskrevs av Clark 1936. Rhytidoponera nitida ingår i släktet Rhytidoponera och familjen myror. Inga underarter finns listade i Catalogue of Life.